# ماري إلين كاي
ماري إلين كاي (بالإنجليزية: Mary Ellen Kay)‏ هي ممثلة أمريكية، ولدت في 29 أغسطس 1929 في الولايات المتحدة.

## وصلات خارجية
- ماري إلين كاي على موقع IMDb (الإنجليزية)
- ماري إلين كاي على موقع أول موفي (الإنجليزية)
- ماري إلين كاي على موقع قاعدة بيانات الأفلام السويدية (السويدية)
- ماري إلين كاي على موقع قاعدة بيانات الفيلم (الإنجليزية)
- ماري إلين كاي على موقع كينوبويسك (الروسية)